# Gulbrämad flugsvamp
Gulbrämad flugsvamp (Amanita franchetii) är en svampart som först beskrevs av Jean Louis Emile Boudier, och fick sitt nu gällande namn av Victor Fayod 1889. Gulbrämad flugsvamp ingår i släktet flugsvampar och familjen Amanitaceae.  Arten är reproducerande i Sverige. Inga underarter finns listade i Catalogue of Life.

## Källor

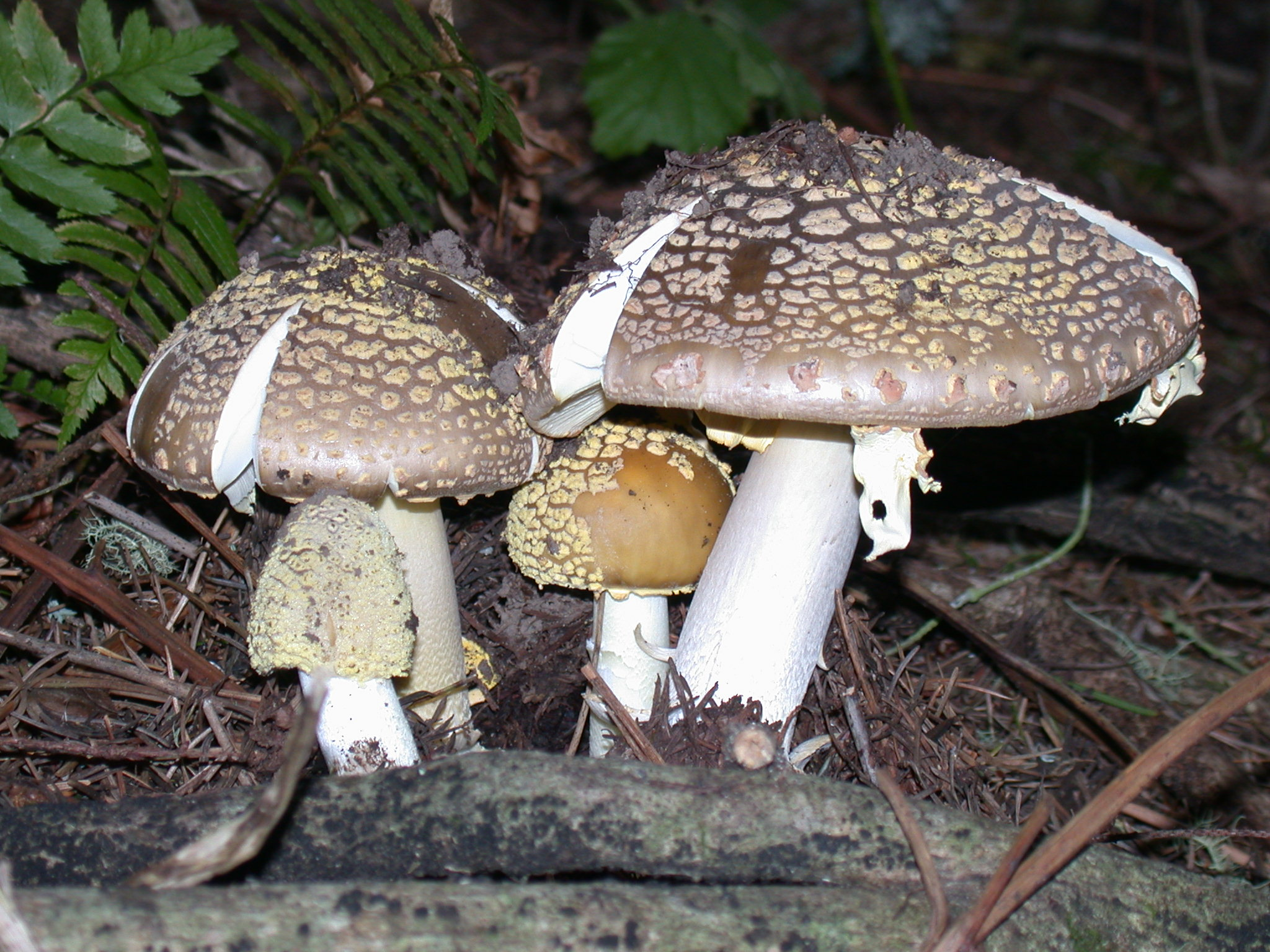
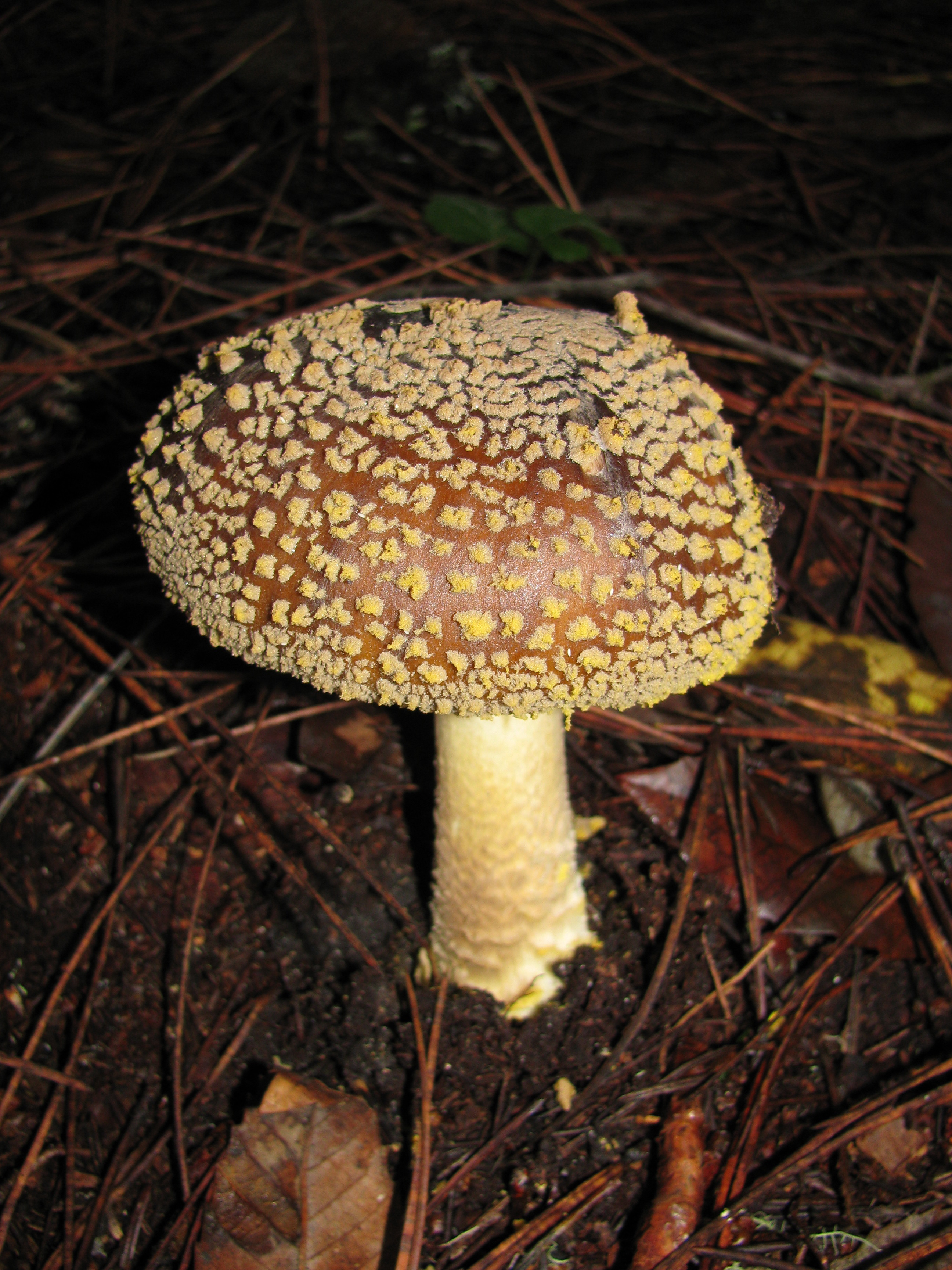
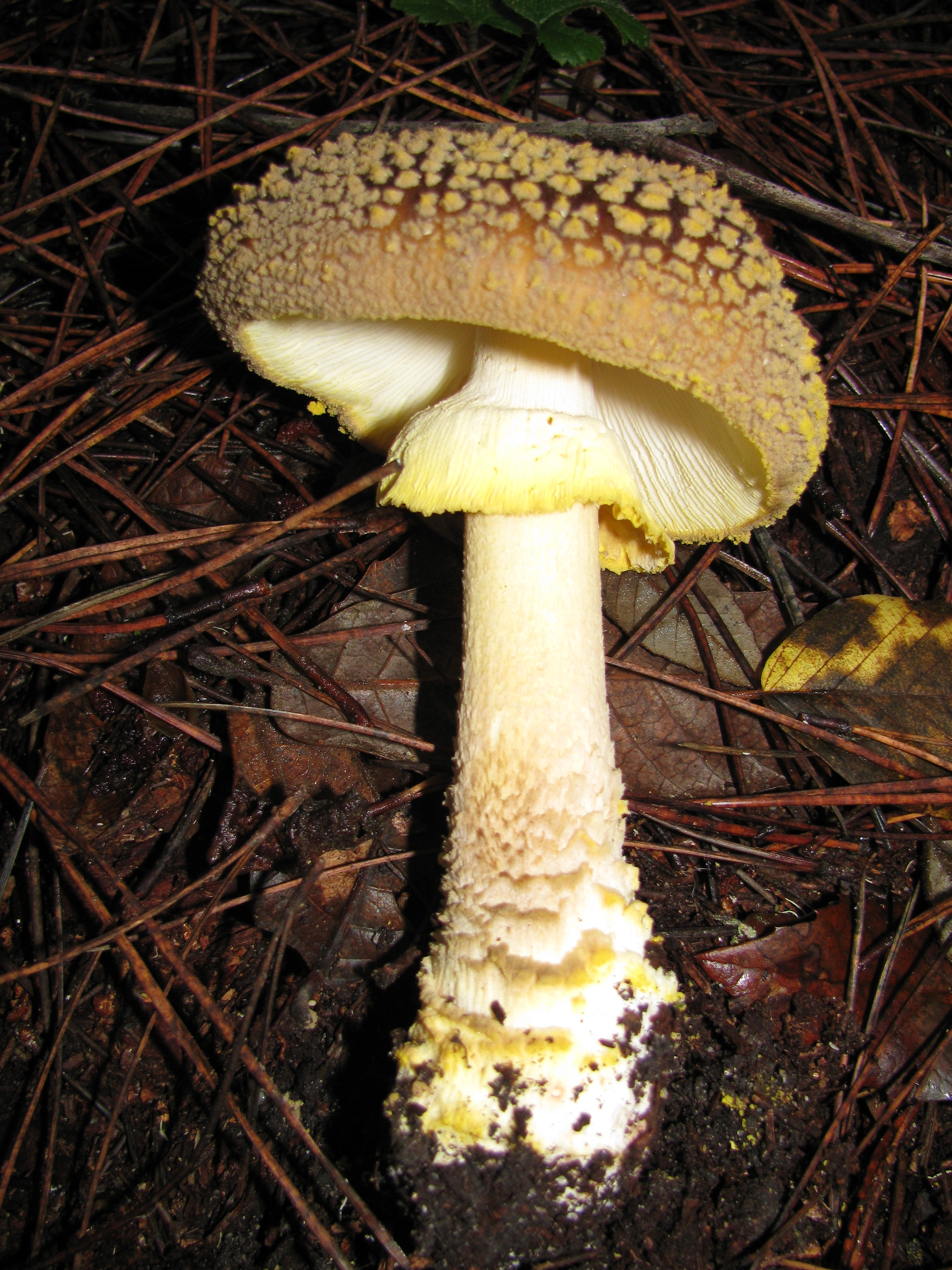
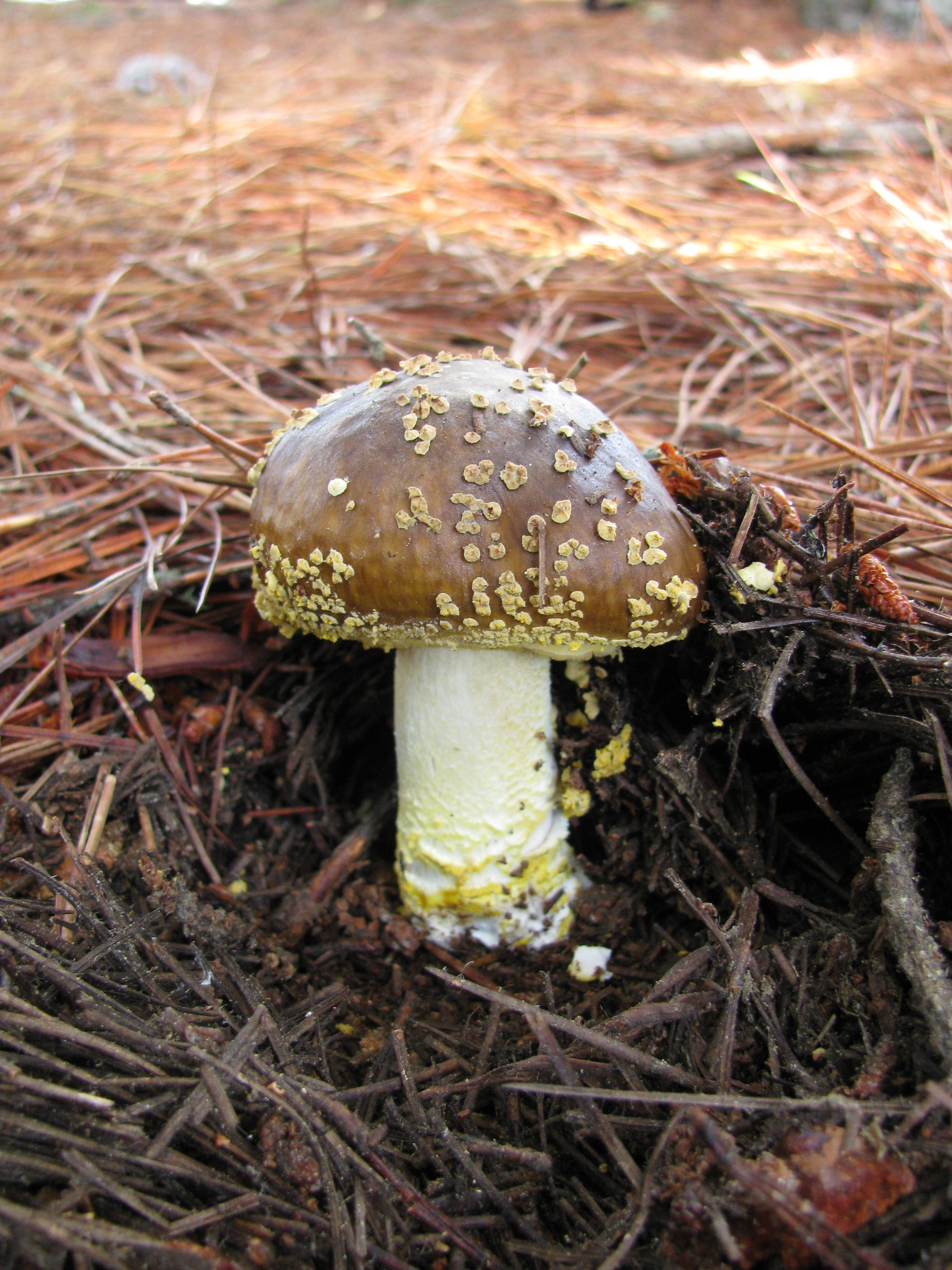
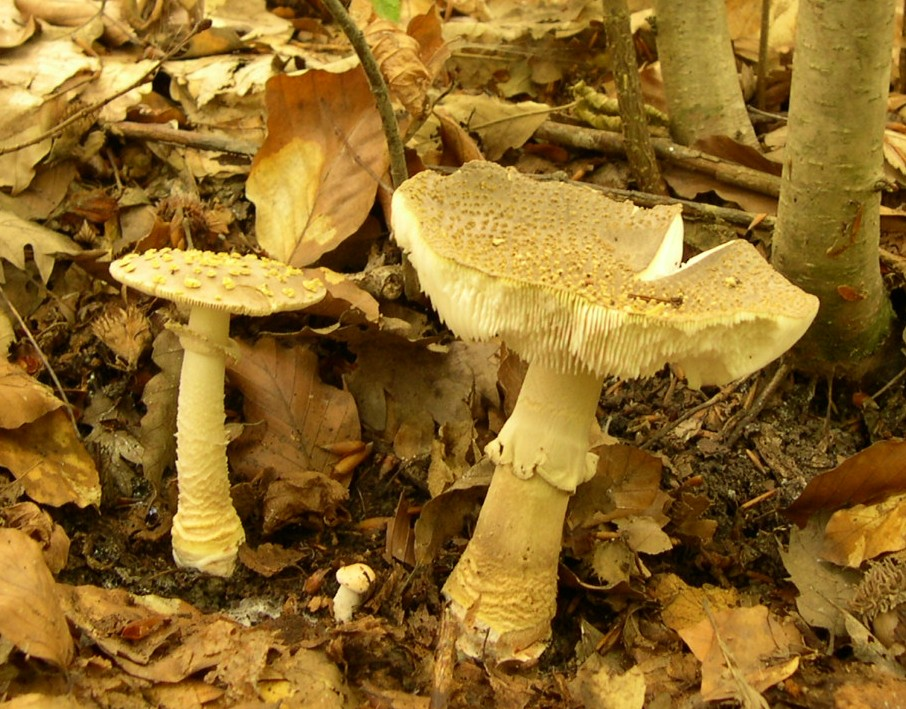